# 青衣街道
青衣街道，原为界牌镇，是中华人民共和国四川省乐山市夹江县下辖的一个乡镇级行政单位。2019年9月，撤销界牌镇，设立青衣街道，以原界牌镇和原漹城镇千佛社区、迎春社区、滨江社区、在古社区所属行政区域为青衣街道的行政区域。

## 行政区划
青衣街道下辖以下地区：
韩沟村、郭沟村、马鞍村、周柏村、青江村、周坝村、蔡沟村、凤山村、鸣凤村、鱼市村、江村和联盟村、千佛社区、迎春社区、滨江社区、在古社区。